# Cecil Dillon
Cecil Graham „Ceece“ Dillon (* 26. April 1908 in Toledo, Ohio; † 13. November 1969 in Meaford, Ontario) war ein US-amerikanisch-kanadischer Eishockeyspieler, der im Verlauf seiner aktiven Karriere zwischen 1928 und 1942 unter anderem 496 Spiele für die New York Rangers und Detroit Red Wings in der National Hockey League auf der Position des rechten Flügelstürmers bestritten hat. Im Verlauf seiner zehnjährigen NHL-Karriere gewann Dillon im Jahr 1933 den Stanley Cup mit den New York Rangers, bei denen er insgesamt neun Spielzeiten verbrachte. Während dieser Zeit wurde er insgesamt dreimal in eines der beiden All-Star Teams berufen.

## Karriere
Dillon, der in Toledo im US-Bundesstaat Ohio geboren wurde, jedoch in Thornbury in der kanadischen Provinz Ontario aufwuchs, gelangte in der Saison 1928/29 über die Owen Sound Sr. Greys aus der Ontario Hockey Association zu den Springfield Indians in die Canadian-American Hockey League. Dort verbrachte der Stürmer seine ersten beiden Profispielzeiten. Nach lediglich sieben Punkten in seiner Rookiesaison, erreichte er in seinem zweiten Jahr 32 Scorerpunkte in 39 Einsätzen, woraufhin der Angreifer am Neujahrstag 1931 von den Indians an die New York Rangers aus der National Hockey League verkauft wurde.
Nachdem Dillon die Rangers im Verlauf der Spielzeit 1930/31 verstärkt hatte, entwickelte er sich in den folgenden acht Spieljahren zu einer festen Größe. Dabei war er einer der wenigen gebürtigen US-Amerikaner in den Anfangsjahren der Liga. Er absolvierte stets die Maximalanzahl von 48 Saisoneinsätzen und war ein instrumentaler Bestandteil des Teams, das am Ende der Stanley-Cup-Playoffs 1933 den Stanley Cup gewann. Es war der zweite Erfolg New Yorks nach 1928. Dillon hatte mit zehn Scorerpunkten, darunter acht Tore, als Topscorer und bester Torschütze maßgeblichen Anteil am Erfolg. Seine acht Playoff-Tore stellten zu diesem Zeitpunkt einen NHL-Rekord dar, der erst neun Jahre später von Don Grosso egalisiert und weitere zwei Jahre danach von Maurice Richard überboten wurde. In den folgenden Jahren etablierte sich Dillon als einer der besten Spieler der Rangers. Zwischen 1936 und 1938 führte er die Mannschaft drei Jahre in Folge als bester Scorer an, womit er neben Frank Boucher, Bill Cook, Andy Bathgate, Phil Esposito und Wayne Gretzky nur einer von sechs Spielern in der Rangers-Historie ist, dem dies gelang. Zudem wurde er in den drei Jahren zunächst zweimal ins NHL Second All-Star Team berufen. Im Jahr 1938 teilte er sich die Berufung auf der Position des rechten Flügelstürmers mit Gordie Drillon von den Toronto Maple Leafs, so dass beide im NHL First All-Star Team standen.
Nach insgesamt neun Jahren im Franchise der New York Rangers wurde Dillon im Mai 1939 an die Detroit Red Wings verkauft, bei denen der Offensivspieler in der Spielzeit 1939/40 seine letzte NHL-Saison absolvierte. Zu Beginn des Spieljahres 1940/41 wurde der mittlerweile 32-Jährige an Detroits Kooperationspartner, die Indianapolis Capitals, in der American Hockey League abgegeben, wo Dillon bis zum Dezember 1940 verblieb. Gemeinsam mit Eddie Bush wurde Dillon im Tausch für Harold Jackson von den Red Wings zu den Providence Reds in der AHL transferiert. Dort beendete er die Saison. Seine letzte Profispielzeit verbrachte Dillon ebenfalls in der AHL bei den Pittsburgh Hornets.
Im Sommer 1942 beendete er schließlich im Alter von 34 Jahren seine aktive Karriere. Dillon kehrte daraufhin in seine Heimatstadt Thornbury zurück, wo er für eine Telefongesellschaft arbeitete. Später zog er innerhalb der Provinz Ontario ins benachbarte Meaford um, wo er im November 1969 im Alter von 61 Jahren verstarb.

## Erfolge und Auszeichnungen
| - 1933 Stanley-Cup-Gewinn mit den New York Rangers - 1933 Topscorer der Stanley-Cup-Playoffs - 1933 Bester Torschütze der Stanley-Cup-Playoffs - 1936 NHL Second All-Star Team | - 1937 Teilnahme am Howie Morenz Memorial Game - 1937 NHL Second All-Star Team - 1938 NHL First All-Star Team (gemeinsam mit Gordie Drillon) |

## Karrierestatistik
(Legende zur Spielerstatistik: Sp oder GP = absolvierte Spiele; T oder G = erzielte Tore; V oder A = erzielte Assists; Pkt oder Pts = erzielte Scorerpunkte; SM oder PIM = erhaltene Strafminuten; +/− = Plus/Minus-Bilanz; PP = erzielte Überzahltore; SH = erzielte Unterzahltore; GW = erzielte Siegtore; 1 Play-downs/Relegation; Kursiv: Statistik nicht vollständig)